# Santo Domingo Este
Santo Domingo Este är en kommun i Dominikanska republiken.   Den ligger i provinsen Santo Domingo, i den nordvästra delen av landet, 180 km nordväst om huvudstaden Santo Domingo. Antalet invånare i kommunen är cirka 949 000.